# Wilhelm Conradi
Wilhelm Conradi, auch Johann Friedrich Wilhelm Conradi (* 11. November 1816 in Krakow; † 18. November 1904 in Schwerin) war ein deutscher Organist, Komponist und Lehrer.

## Leben und Wirken
Geboren in Krakow als Sohn eines Mediziners (Medic. prac.) und Rathmanns (Senator), bekam Conradi seine musikalische Ausbildung in Dessau am Konservatorium von Johann Christian Friedrich Schneider, Herzoglich-Anhalt-Dessauischer Hofkapellmeister. Bis 1840 wurde er in Ludwigslust unter Johann Wilhelm Wöhler sen. zum Lehrer ausgebildet.
Im Jahr 1842 erhielt er eine Anstellung als Pädagoge an der Neustädtischen Stadt- und Waisenhausschule in der Hospitalstraße in Schwerin, eine Position, die er bis 1862 innehatte.
Seit ihrer Weihe am 29. Juni 1869 war Conradi erster Organist der neugebauten Schweriner St. Paulskirche mit ihrer großen Orgel aus der Werkstatt von Friedrich Friese III. In diese Zeit fallen auch seine sakralen Kompositionen, von denen insgesamt wenig überliefert sind. Vier Orgelwerke wurden in den Jahren um 1880 im Organist´ s Quarterly Journal veröffentlicht, einer Sammlung für zeitgenössische Orgelmusik, die unter der Leitung des Stadtorganisten von Leeds, Dr. William Spark, im Londoner Novello-Verlag herausgegeben wurde. Zum 1. Oktober 1902 verabschiedete die Gemeinde Conradi in den Ruhestand.
Über seine Amtsausübung als Organist und Kantor ist wenig bekannt; der Schweriner Stadtchronist Hermann Milenz schreibt im Jahr 1936 über Conradi, er „spielte nicht nur mit Händen und Füßen, sondern mit dem Herzen, und war auch kompositorisch tätig. Ihm wurden viele Ehrungen zuteil.“ Zu seinem Tod am 18. November 1904 notiert Milenz: „Er ging heim in das Reich der ewigen Harmonien“.

## Privat
Wilhelm Conradi heiratete im Jahr 1843 Sophie Ulrike Marianne Marnitz (* 1825 in Schwerin; † 1919 ebenda), die ihm Tochter Bertha (* 1850) gebar. Sie wurde im Jahr 1883 die zweite Ehefrau von Friedrich Friese III. Mit ihrem Tod im Jahr 1897 wurde Conradi Erziehungsberechtigter seiner Enkelinnen Frieda und Maria.

## Werke
Conradi bearbeitete einige Gesang- und Choralbücher, die in Schwerin veröffentlicht wurden; von ihm sind nur einige Orgelkompositionen bekannt.

### Bücher
- Theoretisch-praktische Gesangschule f. Dilettanten, insbesondere f. Schulen u. Seminarien. (Schwerin, Kürschner’sche Buchhdl, 1850)
- Die Technik des Chorgesanges, oder gründl. Anweisung durch Treff- und Stimmbildungsübungen in kurzer Zeit ein gewandter Chorsänger zu werden. (Schwerin, Kürschner, 1851)
- Jugendklänge : Sammlung von ein-, zwei- und dreistimmigen Liedern mit Gesangsübungen verbunden / zsgest. von B. Beyer ; W. Conradi ; F. Werner (Schwerin: Hildebrand, 1856)
- Mecklenburgisches Schul-Choralbuch (Schwerin : Hildebrand, 1863)
- Choralbuch für das Großherzogthum Mecklenburg-Schwerin : im Anschluss an das Melodieenbuch zum Mecklenb. Kirchen-Gesangbuch für Orgel, Harmonium und Pianoforte (Schwerin : Hildebrand, 1869)

### Kompositionen
- Fugue on B-A-C-H
- Motive-Fantasy
- Postlude in D major
- Thematical Prelude

Veröffentlicht in The Organist's Quarterly Journal, Vol. 7–8, London: Novello & Co., n. d.(ca. 1880).